# Turn Up the Speakers
Turn Up the Speakers is een nummer uit 2014 van de Nederlandse dj's Afrojack en Martin Garrix.
Het nummer werd een danshit in Nederland, België en Oostenrijk. In Nederland haalde het nummer de 2e positie in de Tipparade, en in de Vlaamse Ultratop 50 werd een bescheiden 44e positie gehaald.